# Žitkovčica
Žitkovčica je naseljeno mjesto u Republici Hrvatskoj u Zagrebačkoj županiji. 

## Zemljopis
Administrativno je u sastavu općine Kravarsko. Naselje se proteže na površini od 1,86 km².

## Stanovništvo
Prema popisu stanovništva iz 2011. godine u Žitkovčici živi 39 stanovnik. Gustoća naseljenosti iznosi 21 st./km².
| broj stanovnika | 17    | 127   | 22    | 18    | 24    | 70    | 80    | 92    | 90    | 88    | 67    | 53    | 56    | 53    | 41    | 39    | 50    |
|                 | 1857. | 1869. | 1880. | 1890. | 1900. | 1910. | 1921. | 1931. | 1948. | 1953. | 1961. | 1971. | 1981. | 1991. | 2001. | 2011. | 2021. |